# Parihuzovce
Parihuzovce es un municipio del distrito de Snina en la región de Prešov, Eslovaquia, con una población estimada a final del año 2024 de 27 habitantes.
Se encuentra ubicado al este de la región, en el valle del río Cirocha (cuenca hidrográfica del río Tisza) y cerca de la frontera con Ucrania y Polonia.

## Demografía
| Año        | 1994 | 2004     | 2014  | 2024  |
| ---------- | ---- | -------- | ----- | ----- |
| Población  | 41   | 25       | 30    | 27    |
| Diferencia |      | −39,02 % | +20 % | −10 % |

| Año        | 2023 | 2024 |
| ---------- | ---- | ---- |
| Población  | 27   | 27   |
| Diferencia |      | +0 % |